# Viciu

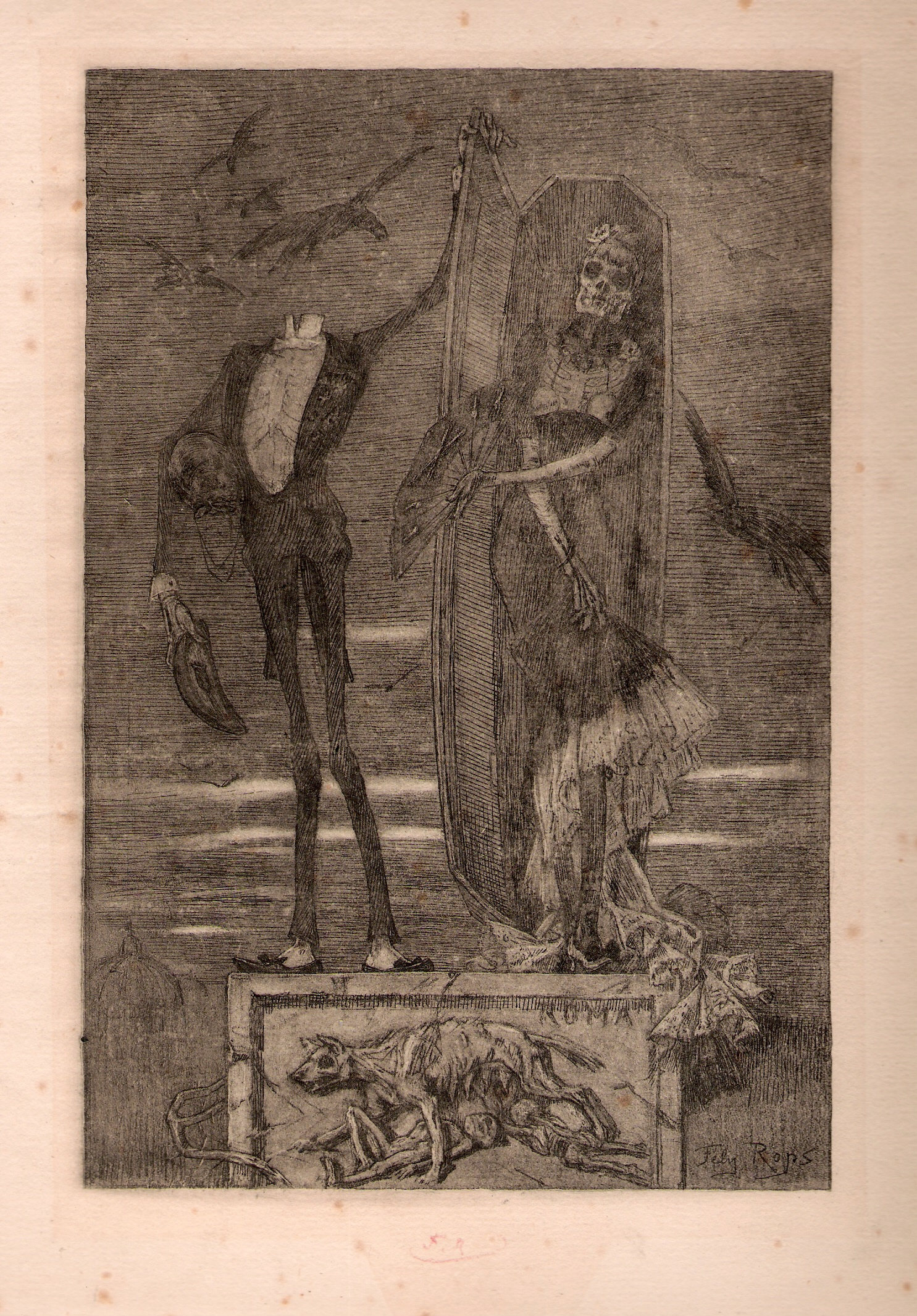
Félicien Rops, Viciul suprem

Viciul este o practică, un comportament sau un obicei în general considerat imoral, păcătos, penal, grosolan, tabu, depravat sau degradant într-o societate asociată. În mai multe utilizări minore, viciul se poate referi la un defect, o trăsătură de caracter negativă, o infirmitate sau un obicei prost sau nesănătos (cum ar fi dependența de fumat sau de alcool). Viciile sunt de obicei asociate cu temperamentul unei persoane, mai degrabă decât cu moralitatea lor. Sinonime pentru viciu includ vina, păcatul, depravarea, nelegiuirea,  și corupția. Opusul viciului este virtutea.

## Etimologie
Cuvântul viciu vine de la latinescul vitium (eșec sau defect).